# Opius martiarushensis
Opius martiarushensis är en stekelart som beskrevs av Fischer 1963. Opius martiarushensis ingår i släktet Opius och familjen bracksteklar. Inga underarter finns listade i Catalogue of Life.